# Selçuk İnan
Selçuk İnan (né le 10 février 1985) est un ancien footballeur turc ayant joué pour des équipes de Turquie devenu entraîneur.

## Biographie

### En Club
Selçuk İnan commence le football dans le club de sa ville natale, Karaağaç Belediyespor. Sous 
les conseils de son entraîneur Mehmet Kurt, il jouera ensuite à Çanakkale Dardanelspor, à
l'âge de 14 ans. Il devient footballeur professionnel en 2002. 

#### Çanakkale Dardanelspor
Il fait sa première apparition professionnelle pour Çanakkale Dardanelspor le 6 novembre 2002, lors d'une rencontre de coupe de Turquie opposant son club à Manisaspor. Son équipe remporte la rencontre sur le score de 2-1 et İnan est, avec Gökhan Zan, un des joueurs qui s'est mis en évidence durant cette rencontre , .
Le 10 novembre 2002, il fait sa première apparition en championnat face à Konyaspor, .
Le 1er décembre 2002, il inscrit son premier but en championnat face à Antalyaspor,.
Durant cette saison, il dispute un total de 21 rencontres et inscrit 2 buts toutes compétitions confondues.
Durant la saison 2003-2004, İnan joue peu. En effet, il prend part seulement à 14 rencontres. Durant cette même saison, il est coéquipier de Mehmet Topal, passé notamment par le Valence CF, de Hasan Kabze, passé par le Montpellier HSC, et de Gökhan Zan.
La saison 2004-2005 est celle de la montée en puissance pour İnan, il joue 28 rencontre pour 2 buts.
Lors du mercato d'été 2005, İnan est courtisé par des formations de Süper lig, mais décide néanmoins de rester à Çanakkale Dardanelspor.
Durant la première moitié de la saison 2005-2006 İnan dispute 15 rencontre et inscrit 2 buts .

#### Manisaspor
Lors du mercato d'hiver 2006, également courtisé par Galatasaray, Selçuk İnan signe à Manisaspor, alors entraîné par Ersun Yanal. Lors de son arrivée au club, Manisaspor compte dans son effectif des joueurs tels que Arda Turan, Burak Yılmaz, Caner Erkin, Hakan Balta et aussi Ersan Gülüm .
Il dispute son premier match pour le club le 21 janvier 2006, lors de la victoire de son équipe 0-2 en déplacement face à Ankaragücü. Le 11 février 2006, le joueur inscrit son premier but lors de la victoire 3-1 de Manisaspor face à Sivasspor.
Durant cette seconde partie de saison, İnan aura disputé 13 matchs et inscrit 3 buts.
Durant la saison 2006-2007, İnan devient un élément clé de l'équipe et contribue à la bonne saison du club en disputant 38 rencontres toutes compétitions confondues.
La saison suivante, devenu capitaine de l'équipe, İnan attire l'intérêt des grands clubs du pays du fait à ses performances qualifiées d'excellentes. Toutefois, il ne peut empêcher la relégation de son club en deuxième division.

#### Trabzonspor
À la suite de la chute en seconde division de son club, Selçuk İnan signe un contrat pour trois années avec le club turque de Trabzonspor le 31 mai 2008. 
Il dispute son premier match pour son nouveau club le 24 août 2008, lors de la rencontre de championnat face à Ankaraspor. Trabzonspor remporte la partie 2-0 et İnan inscrit dans le même temps son premier but sous ses nouvelles couleurs.
À la fin de sa première saison avec le club, il n'aura inscrit que deux buts en 32 matchs mais réalisera une excellente performance avec Trabzonspor.
Il entame la saison suivante en n'étant pas titulaires à cause de certaines petites maladies. Il reprend néanmoins sa place et permet à Trabzonspor d'obtenir une importante victoire face à Eskişehirspor en inscrivant le premier but. À la suite de l'arrivée de Şenol Güneş au poste d'entraîneur, il joue pratiquement tous les matchs 90 minutes, il jouera par la suite tous les matchs de son club sauf ceux face à Ankaragücü et son ancien club, Manisaspor. 
Il remporte le premier trophée de sa carrière, la Coupe de Turquie, présents à tous les matchs de son club dans cette compétition, il offre une passe décisive à Umut Bulut en finale face à Fenerbahçe alors que son club été mené 1-0 et Trabzonspor finira par remporter la finale sur le score de 3-1.
Le 7 août 2010, il remporte la Supercoupe de Turquie 3-0 face au champion sortant Bursaspor. Lors de ce match İnan délivre la passe décisive du deuxième but de son équipe.
Il aura, lors de son passage à Trabzonspor, inscrit 8 buts en 113 matchs et aura remporté notamment la Coupe et la Supercoupe de Turquie.

#### Galatasaray
Auteur d'une saison plus qu'excellente avec Trabzonspor, il signe pour cinq ans avec le club de Galatasaray . İnan dispute son premier match pour Galatasaray lors de la défaite 2-0 en déplacement le 11 septembre 2011 face à İstanbul BB. Il inscrit son premier but avec le club une semaine plus tard, lors de la seconde journée de championnat face à Samsunspor. Adoré par les supporteurs de Galatasaray, il forme un excellent duo au milieu de terrain avec son coéquipier, Felipe Melo. Son entraineur Fatih Terim confirme après le match face à Samsunspor, cette fois-ci lors de la 19e journée, qu'il est un des éléments fondateurs de son équipe et qu'il inscrit beaucoup de buts décisifs. Lors du dernier match avant les play-offs, il inscrit un pénalty et un but de 30 mètres à son ancien club, Manisaspor, auquel il avait déjà inscrit un coup franc au match aller, lors de la 17e journée. Il inscrit 2 buts lors des 6 matchs de play-off et devient champion de Turquie avec Galatasaray. Il boucle la saison avec 13 buts et est élu meilleur joueur de la saison en Süperlig et à Galatasaray. Meilleur buteur et passeur de son club à la fin de la saison, il égale notamment le record de Gheorghe Hagi en inscrivant 5 buts sur coup franc en une saison.
Il commence la saison 2012-2013 avec un nouveau trophée, la Supercoupe de Turquie qu'il remporte une seconde fois dans sa carrière. Il est élu homme du match du fait qu'il délivre deux passes décisives à Umut Bulut et inscrit le but de la victoire sur pénalty à la 89e minute, le match se conclut sur le score de 3-2 dans le premier derby de la saison. Il devient capitaine de l’équipe en l'absence de Tomáš Ujfaluši et Sabri Sarıoğlu. Durant de longue semaine en championnat, Selçuk reste loin des attentes placées en lui, cela est notamment dut à la forme physique de son coéquipier Felipe Melo, qui a manquer le stage de pré-saison à cause des longues négociations entre le Trio Galatasaray, Juventus et Melo. Cependant Selçuk retrouve son niveau de l'année précédente grâce au changement de dispositif de l’entraîneur, qui passe d'un 4-4-2 classique à un 4-3-1-2, où Selçuk forme la ligne du milieu en compagnie de Felipe Melo et Hamit Altıntop. Il inscrit son premier but en championnat de la saison face à Beşiktaş lors de la deuxième journée, sur pénalty.
Il dispute le tout premier match de ligue des champions de sa carrière le 19 septembre 2012, lors de la défaite de Galatasaray 1-0 face à Manchester United. Lors du derby contre Fenerbahçe SK, il inscrit un superbe coup franc. Galatasaray s'impose sur le score de 2-1. 
İnan s'illustre durant le match retour des huitièmes de finales de ligue des champions le 12 mars 2013, face à Schalke 04 en délivrant deux passes décisives, Galatasaray s'impose sur le score final de 3-2. Lors de la 32e journée de championnat contre Sivasspor, Selçuk est l'auteur d'un doublé grâce à un coup franc et à un superbe but ; sur une longue passe d'Emmanuel Eboué, Selçuk contrôle de la cuisse, passe son adversaire par un coup de sombrero, et tir en demi volée à l'entrée de la surface.  Grâce à cette victoire, Galatasaray officialise son 19e titre de champion de Turquie.
Le vendredi 5 décembre, pour son 100e match avec le Galatasaray, il marque son 22e but avec son club, contre Elazigspor.
Le 29 mai 2014, Inan prolonge son contrat pour une durée de cinq ans .
Le 18 juillet 2020, il annonce qu'il prend sa retraite à la fin de la saison 2019-2020.

### En équipe nationale
Après avoir joué une finale lors de l'Euro des -19 ans avec la Turquie, il est appelé pour la première fois en équipe nationale le 2 février 2007 face à la Géorgie mais il n'a pas pu jouer à la suite d'une blessure. Il porte le maillot turque la première fois lors du match face à la Moldavie le 13 octobre 2007 en match amical.
Appelé en équipe de Turquie en 2011 par Guus Hiddink, il délivre énormément de passes décisives et joue titulaire lors de tous les matchs où il est appelé. Il inscrit son premier but avec l'équipe de Turquie le 24 mai 2012 contre la Géorgie.
Peu convoqué par le nouvel entraîneur Abdullah Avcı, il est auteur du but qu'inscrit Pepe dans son camp lors de la victoire 3-1 face au Portugal. 
Il marque son second but en équipe nationale le 11 septembre 2012 pendant le match contre l'Estonie et qui voit les turcs remporter la partie sur le score de 3 à 0. Ne célébrant pas son but, il fait référence au peu de convocation par son entraîneur mais ce problème est vite réglé bien qu'il ne soit encore pas convoqué malgré d'excellents résultats avec son club.
Le 13 octobre 2015, il qualifie son pays pour l'Euro 2016 d'un coup franc direct à la 89e minute contre l'Islande, ce qui permet dans le même temps à la Turquie de remporter le match sur le score de 1-0, lors de la dernière journée des éliminatoires.
Il dispute son dernier match en équipe nationale le 9 novembre 2017, lors de la rencontre face à la Roumanie.

### Carrière d'entraîneur
Selçuk İnan connaît sa première expérience en tant qu'entraîneur d'une équipe première le 22 novembre 2022, après avoir été nommé à la tête de Kasımpaşa. Il dirige son premier match en tant qu'entraîneur le 20 décembre 2022, lors de la rencontre de Coupe de Turquie face à Ümraniyespor. Kasımpaşa perdra la rencontre 2-1 et sera de ce fait éliminé de cette compétition.
Il quitte son poste le 18 mars 2023 d'un commun accord.

## Palmarès

### AvecTrabzonspor
- Vainqueur de la Coupe de Turquie en 2010 avec Trabzonspor
- Vainqueur de la Supercoupe de Turquie en 2010 avec Trabzonspor

### AvecGalatasaray
- Vainqueur du Championnat de Turquie en 2012, 2013, 2015, 2018 et 2019 avec Galatasaray SK
- Vainqueur de la Supercoupe de Turquie en 2012, 2013, 2015, 2016 et 2019 avec Galatasaray SK
- Vainqueur de la Coupe de Turquie en 2014, 2015, 2016 et 2019 avec Galatasaray SK

### Distinctions personnelles
- Meilleur joueur du Championnat de Turquie : 2012 et 2013
- Meilleur passeur du Championnat de Turquie : 2012